# 엘도라도 제인 도
엘도라도 제인 도(영어: El Dorado Jane Doe)는 1991년 7월 10일, 아칸소주 엘도라도에 위치한 화이트홀(Whitehall) 모텔 121호에서 피살된 미국인 여성이자 신분을 도용한 것으로 추정되는 인물에게 붙여진 이름이다. 이 신원 불명의 여성은 살아 있는 동안 메르세데스(Mercedes), 체릴 앤 위크(Cheryl Ann Wick), 켈리 리 카(Kelly Lee Carr), 켈리 카(Kelly Karr), 섀넌 윌리(Shannon Wiley), 체릴 카우프만(Cheryl Kaufman) 그리고 샤론 윌리(Sharon Wiley) 등 여러 가지 이름을 사용했지만 그 중 어느 것도 그녀의 진짜 이름이 아니었다.
그녀는 죽기 전에 텍사스주와 루이지애나주를 포함해 여러 주에서 살았던 것으로 알려져 있었고 매춘에 종사한 혐의가 있었다. 살아 있는 동안에 메르세데스는 그녀가 과거 어느 때에 체포된 적이 있었고 1명 혹은 2명의 자녀가 있으며 동해안에 있었던 은행 강도에 연루되었을 가능성이 있었을 가능성 등 그녀의 과거에 대한 여러 가지 이야기를 나눴다. 그녀를 살해한 자는 前 남자친구이자 포주 혐의가 있는 제임스 맥알핀(James McAlphin)으로 밝혀졌고 그는 신속히 유죄로 결정이 났으나 한 때 그녀의 진짜 신원은 미상으로 남아 있었다. 그래서 공식적으로 이 사건은 2022년까지 미제 사건으로 남아 있었다.
현재 2022년 포렌식 전문가에 의해 신분이 밝혀졌다. 다만, 유족들 요청대로 그녀의 성씨는 비밀로 했다.

## 죽기 전의 행적들

### 거주지
메르세데스의 가장 빨리 확인된 거주지는 텍사스주의 댈러스였는데 그녀는 거기서 매춘 혐의로 체포되었다. 그녀는 그곳에 있는 KFC에서 일하기도 했다. 댈러스에서 살았던 이후엔 1991년에 엘도라도로 들어가기 전에 루이지애나주의 슈리브포트를 여행했다. 그녀는 또 죽기 전에 아칸소주 리틀록에서 토플리스 댄서로 일했고 텍사스주 어빙에 있는 흑인 가족들과 살아왔던 것으로 밝혀졌다.

### 체포 기록
- 1990년 12월 31일 : 텍사스주 댈러스의 라 카시타(La Casita) 모텔에서 매춘 혐의로 체릴 앤 위크란 이름으로 체포.[6]
- 1991년 1월 26일 : 텍사스주 댈러스에서 체포.[6]
- 1991년 2월 8일 : 텍사스주 갈랜드(Garland)의 캐러셀(Carousel) 모텔에서 공연음란 혐의로 체릴 앤 위크란 이름으로 체포.[6]
- 1991년 5월 : 아칸소주 엘도라도에서 부도수표 발행 혐의로 체릴 앤 위크란 이름으로 체포.[6]

### 제임스 맥알핀
메르세데스는 댈러스에 있는 동안에 제임스 맥알핀을 만났다. 그들은 가끔 맥알핀의 손에 부상을 당해 치료를 위해 응급실에 있을 때 메르세데스가 스스로 종종 찾아오기 시작한 뒤로 관계를 시작했다. 맥알핀 이전에 메르세데스는 타이론(Tyronne)이라고 알려진 남성과 J.D.라고 알려진 남성과 관계를 맺어왔다.
1991년 6월에 메르세데스는 마침내 맥알핀을 떠났고 안드레아 쿡시(Andrea Cooksey)라는 이름의 친구와 함께했다. 맥알핀은 그녀가 떠나간 후 그녀를 협박하며 메르세데스에게 다시 만나자고 졸랐다. 7월 10일에 그는 돈을 줄 테니 화이트홀 모텔에 있는 자기 방에 들르라고 하며 메르세데스를 차지하려고 애를 썼다.
이웃인 로이 찰스 메논(Roy Charles Menon)은 그 날 밤에 메르세데스와 맥알핀 사이에 오간 대화를 본 목격자였는데 그가 멈춰섰을 때 그녀에게 전에 그가 빌려주었던 카세트 테이프를 돌려줄 수 있느냐고 물었다고 한다. 메르세데스는 "그는 맥알핀과 대화해야 한다."며 메논을 가리켰고 맥알핀이 그녀를 멈춰세우고 그녀를 때리기 전에 주차장에서 빠져나가려는 시도를 했다. 맥알핀은 울음을 터뜨리며 "방으로 돌아가! 상년아!"라고 말한 뒤 메논을 남겨두고 그녀를 잡아 끌며 방 안으로 들어갔다고 한다. 옆 방에서 메논은 총격이 논쟁을 끝내기 전까지 두 사람이 앞뒤로 다투는 것을 들었다. 목격자는 그 뒤 맥알핀이 그의 차에 타서 속도를 내며 도주하는 것을 봤다고 한다.

## 수사
맥알핀은 곧바로 체포되었고 1급 살인죄와 2급 구타죄로 징역을 살게 되었다. 그는 그녀가 자살을 실행해 스스로 방아쇠를 당긴 것이라 했고 자신은 오직 그녀를 폭행하기만 했다며 메르세데스를 살해한 사실을 부인했다. 경찰은 그의 주장을 묵살했다. 맥알핀은 경찰이 그를 위해서 뭔가를 해주지 않는 한 고인의 신원을 밝히는 걸 거부했고 오직 죽은 여자가 플로리다 출신이란 것과 옛날에 그녀의 어머니와 여동생을 만난 적이 있다는 말만 했다.
맥알핀이 비협조적이었기 때문에 경찰은 메르세데스의 유품을 보면서 그녀의 신원을 수집하려 했다. 그들은 사회 보장 카드와 그녀의 사진이 있는 신분증을 찾아냈고 그를 통해 그녀의 신원을 체릴 앤 위크라고 밝혔다.
경찰은 미네소타주 미니애폴리스에서 위크를 찾았고 그녀의 가족에게 연락해 그들에게 체릴 앤 위크가 사망했다는 사실을 알렸다. 그러나 엘도라도에서 사망했다고 알려진 체릴 앤 위크는 사실 멀쩡히 살아 있었다. 위크 일가는 경찰들에게 진짜 체릴 앤 위크를 대면시켰다. 위크는 그녀가 파티 타임(Party Time)이라 불리는 미니애폴리스의 단체에서 댄서로 일하는 동안에 사회 보장 카드와 신분증 정보를 도난당했다고 주장했고 메르세데스라고 알려진 그 여성과는 이전에 만난 적도 없다고 부정했다. 경찰은 메르세데스의 진짜 신원에 대한 단서가 전혀 없어서 할 말을 잃고 말았다.

## 메르세데스가 들려준 그녀의 과거 이야기
메르세데스는 그녀의 과거에 대해 다른 이야기들을 말해왔기 때문에 사실과 허구를 구분하는 것을 어렵게 만들었다. 그녀는 친구 안드레아 쿡시에게 자신이 과거에 스트리퍼였으며 도시 출신이었고 두 명의 자녀가 있는데 그녀의 어머니가 떠나지 않고 그 아이들을 키우고 있다고 했다. 또 다른 사람에게는 그녀가 자신이 증인 보호 프로그램을 받고 있고 아버지가 마피아였다고 말해왔다. 어떤 사람은 그녀가 동부에서 은행강도를 하고 싶다고 말한 걸 들었다고 한다. 경찰은 그녀의 신원을 수사하면서 어느 은행강도에 연루되었는지 혹은 증인 보호 프로그램에 연결점이 있거나 마피아였는지 그 어떤 것도 밝혀낼 수 없었다.
또 다른 이야기로 메르세데스는 트럭에서 흑인 남성과 함께 트럭 운전기사들을 유인해 그들을 상대로 강도 행각을 벌인 것에 대해 말했다고 한다. 그녀는 이런 강도 사건들 중 한 건은 트럭 운전기사의 죽음으로 끝났다고 말했다고 한다. 이것은 경찰이 1988년 11월 12일에 있었던 미해결 살인사건인 트럭 운전기사 드웨인 맥커켄데일(Dwayne McCorkendale) 살인사건에 메르세데스가 연루되었을 것이라는 의심하는 것을 이끌어냈다. 범죄 현장 인근에 있던 갈색 포드 핀토에 한 백인 여성이 한 백인 남성과 한 흑인 남성과 함께 있는 것이 목격되었다. 그러나 확실한 관계는 수립되지 않았다.
엘도라도 구세군 자원봉사자는 메르세데스가 댈러스의 캔디즈 스트리트 1100번지에 있는 노숙자 쉼터에서 살았을 때 이야기를 한 적이 있다고 했다. 그녀는 자신이 쉼터에 있는 동안에 누군가가 딸을 데려갔고 자신이 다른 이름을 쓰고 있었기 때문에 딸을 데려올 수 없었다고 말했다고 한다. 이 정보는 이 이야기의 조사가 진행될 때까지 이 기간의 쉼터 입소 기록이 파기되었기에 사실 입증을 할 수 없었다.

## 맥알핀이 들려준 그녀의 과거 이야기
맥알핀은 최근에 자신이 메르세데스의 진짜 신원을 알고 있다고 주장해 왔으며 그걸 밝히는 대가로 4,000달러를 달라고 요구했다. 자신의 주장을 뒷받침하기 위해 그가 그녀의 과거라고 주장한 정보를 선별해 알려주었다.
맥알핀은 메르세데스는 16세에 그녀에게 사랑에 빠진 흑인 남자가 그녀를 댈러스에서 강제로 매춘에 종사시켰을 때부터 매춘부 생활을 했다고 주장했다. 맥알핀의 말에 따르면 그녀는 성인이 되었을 때까지 자진해서 매춘을 했다고 한다. 그는 더 나아가서 메르세데스는 티론(Tyrone)이란 다른 포주에게서 도망치기 이전에 댈러스의 제프리 JJ 데이비스(Jeffrey "JJ" Davis)란 포주와 관계를 발전시킨 것 때문에 멕시코로 인신매매되는 것을 두려워했다고 말했다.
맥알핀은 또 메르세데스가 댈러스에서 납치와 인신매매를 당한 3명의 소녀 줄리 앤 모슬리(Julie Ann Moseley), 레이첼 트릴리카(Rachel Trlica)와 리사 리니 윌슨(Lisa Renee Wilson)과 친구가 되었다고 주장했다.
경찰은 맥알핀의 주장이 신뢰성이 낮다고 판단해 묵살했다.